# 金妮·丁克尔
金妮·丁克尔（英語：Ginny Duenkel，1947年3月7日—），美国女子游泳运动员。她曾代表美国参加1964年夏季奥林匹克运动会游泳比赛，获得女子400米自由泳金牌和女子100米仰泳铜牌。